# Панамский земляной голубь
Панамский земляной голубь (лат. Zentrygon goldmani) — вид птиц из семейства голубиных. Выделяют два подвида. Видовой эпитет присвоен в честь Эдуарда Альфонсо Голдмана (1873—1946).

## Распространение
Обитают в Панаме и на крайнем северо-западе Колумбии.

## Описание
Длина тела самца 26,5—28,5 см, самки 27—28 см, вес 258 г. Внешне похож на Zentrygon lawrencii, но задняя часть шеи и верх головы рыжевато-коричневые, лоб более бледный.

## Биология
Представители вида питаются семенами. Также они проглатывают камешки, предположительно, они используются как жернова для пищи.
МСОП присвоил виду охранный статус NT. Угрозой для него считают возможную утрату мест обитания.